# Mille Miglia 1955
Navigation
Édition précédente Édition suivante
Les Mille Miglia 1955, sont disputées les 30 avril 1955 et 1er mai 1955 en Italie.

## Course

### Classement de la course
| Pos. | N°   | Catégorie | Pilote                          | Copilote               | Écurie                    | Voiture                     | Temps            | Abandon           |
| ---- | ---- | --------- | ------------------------------- | ---------------------- | ------------------------- | --------------------------- | ---------------- | ----------------- |
| 1    | 722  | S+2.0     | Stirling Moss                   | Denis Jenkinson        | Daimler Benz AG           | Mercedes-Benz 300 SLR       | 10 h 07 min 48 s |                   |
| 2    | 658  | S+2.0     | Juan Manuel Fangio              |                        | Daimler Benz AG           | Mercedes-Benz 300 SLR       | 10 h 39 min 33 s |                   |
| 3    | 705  | S+2.0     | Umberto Maglioli                | Luciano Monteferrario  | Scuderia Ferrari          | Ferrari 118 LM Scaglieti    | 10 h 52 min 47 s |                   |
| 4    | 621  | S2.0      | Francesco Giardini              |                        |                           | Maserati A6GCS/53           | 11 h 15 min 32 s |                   |
| 5    | 417  | GT+1.3    | John Fitch                      | Kurt Gesell            |                           | Mercedes-Benz 300 SL        | 11 h 29 min 21 s |                   |
| 6    | 724  | S+2.0     | Sergio Sighinolfi               |                        | Scuderia Ferrari          | Ferrari 750 Monza           | 11 h 33 min 27 s |                   |
| 7    | 428  | GT+1.3    | Olivier Gendebien               | Jacques Washer         |                           | Mercedes-Benz 300 SL        | 11 h 36 min 00 s |                   |
| 8    | 541  | S1.5      | Wolfgang Seidel                 | Helmut Glöckler        |                           | Porsche 500 Spyder          | 12 h 08 min 17 s |                   |
| 9    | 646  | S2.0      | Luigi Bellucci                  |                        |                           | Maserati A6 GCS             | 12 h 09 min 10 s |                   |
| 10   | 445  | GT1.1     | Salvatore Casella               |                        |                           | Mercedes-Benz 300 SL        | 12 h 55 min 08 s |                   |
| 11   | 700  | S+2.0     | George Abecassis                |                        |                           | Austin-Healey 100S          | 12 h 11 min 15 s |                   |
| 12   | 631  | S2.0      | Siro Sbraci                     |                        |                           | Maserati A6GCS              | 12 h 24 min 31 s |                   |
| 13   | 408  | GT+1.3    | Carlo Castelbarco               | Angelo Savoretti       |                           | Fiat 8V Zagato              | 12 h 24 min 43 s |                   |
| 14   | 542  | S1.5      | Luc Descollanges                | Robert Nicol           |                           | Osca MT4 1500               | 12 h 29 min 56 s |                   |
| 15   | 717  | S+2.0     | “Kammamuri”                     |                        |                           | Ferrari 250 Monza           | 12 h 40 min 42 s |                   |
| 16   | 441  | GT+1.3    | Hermano da Silva Ramos          | Jean-Charles Vidilles  |                           | Aston Martin DB2/4          | 12 h 43 min 50 s |                   |
| 17   | 650  | S2.0      | Enrico Sterzi                   | Vittoriano Vigano      |                           | Maserati A6GCS              | 12 h 49 min 04 s |                   |
| 18   | 411  | GT+1.3    | Carlo Croce                     |                        |                           | Lancia Aurelia              | 12 h 52 min 29 s |                   |
| 19   | 451  | GT+1.3    | V. Vanini                       | Ivo Badaracco          |                           | Alfa Romeo 1900 SS Zagato   | 12 h 56 min 11 s |                   |
| 20   | 647  | S2.0      | Luigi Olivari                   |                        |                           | Maserati A6GCS              | 12 h 57 min 31 s |                   |
| 21   | 244  | GT1.3     | Richard von Frankenberg         | Peter Oberndorf        |                           | Porsche 356 1300 Super      | 12 h 58 min 39 s |                   |
| 22   | 354  | GT+1.3    | Rainer Günzler                  |                        |                           | Porsche 356 1300 Super      | 12 h 58 min 46 s |                   |
| 23   | 548  | S1.5      | Ernst Lautenschlager            | Rudi Scholl            |                           | Porsche 550 Spyder          | 12 h 59 min 52 s |                   |
| 24   | 518  | S1.1      | Claude Bourillot                |                        |                           | Osca MT4 1100               | 13 h 01 min 21 s |                   |
| 25   | 238  | GT1.3     | Wolfgang von Trips              |                        |                           | Porsche 356 1300 Super      | 13 h 02 min 55 s |                   |
| 26   | 416  | GT+1.3    | Vladimiro Galluzzi              | “Ippocampo”            |                           | Alfa Romeo 1900 SS Zagato   | 13 h 13 min 08 s |                   |
| 27   | 720  | S+2.0     | Enzo Pinzero                    |                        | E. Pinzero                | Ferrari 750 Monza           | 13 h 14 min 01 s |                   |
| 28   | 334  | T+1.3     | Guido Cestelli-Guidi            | Giuseppe Musso         |                           | Alfa Romeo 1900 TI          | 13 h 14 min 05 s |                   |
| 29   | 638  | S2.0      | Pietro Pagliarini               |                        |                           | Maserati A6GCS              | 13 h 14 min 07 s |                   |
| 30   | 344  | T+1.3     | Giancarlo Sala                  | Manuel Vigliani        |                           | Alfa Romeo 1900 TI          | 13 h 14 min 57 s |                   |
| 33   | 533  | S1.1      | Arnaldo Colantoni               | Raffaele Foglia        |                           | Osca MT4 1100               | 13 h 18 min 27 s |                   |
| 34   | 532  | S1.1      | Luigi Nobile                    | Luigi Bettiol          |                           | Osca MT4 1100               | 13 h 18 min 38 s |                   |
| 35   | 021  | S750      | Claude Storez                   |                        |                           | D.B. HBR Panhard            | 13 h 19 min 03 s |                   |
| 36   | 708  | S+2.0     | Lance Macklin                   |                        |                           | Austin-Healey 100S          | 13 h 19 min 55 s |                   |
| 37   | 501  | GT+1.3    | Salvatore Leto di Priolo        | Massimo Leto di Priolo |                           | Fiat 8V Zagato              | 13 h 21 min 36 s |                   |
| 46   | 614  | S2.0      | Franco Cortese                  | Achille Stazzi         |                           | Fiat 8V Zagato              | 13 h 35 min 25 s |                   |
| 55   | 118  | T1.3      | Ersilio Mandrini                | Luigi Bertassi         |                           | Fiat 1100/103 TV            | 13 h 48 min 12 s |                   |
| 56   | 243  | GT1.3     | Oscar Cabalén                   | Ottavio Guarducci      |                           | Alfa Romeo Giulietta Sprint | 13 h 49 min 04 s |                   |
| 57   | 554  | S1.5      | Gilberte Thirion                | Nadège Ferrier         | Thirion/Bousquet          | Gordini T15S                | 13 h 52 min 18 s |                   |
| 59   | 611  | S2.0      | Leslie Brooke                   | David Lampe            |                           | Triumph TR2                 | 13 h 54 min 52 s |                   |
| 62   | 026  | S750      | Vincenzo Auricchio              |                        | Vincenzo Auricchio        | Stanguellini 750 Sport      | 13 h 55 min 22 s |                   |
| 65   | 041  | S750      | Louis Navarro                   |                        |                           | Panhard Dyna                | 13 h 58 min 01 s |                   |
| 67   | 022  | S750      | Élie Bayol                      |                        |                           | D.B. HBR Panhard            | 13 h 58 min 45 s |                   |
| 74   | 2254 | TN1.1     | Olinto Morolli                  |                        |                           | Fiat 1100/103               | 14 h 14 min 43 s |                   |
| 83   | 203  | GT1.1     | Ferrante Viola                  |                        |                           | Fiat 1100/103 TV            | 14 h 32 min 50 s |                   |
| 93   | 93   | T750      | Juillet Galtier                 | Maurice Michy          |                           | Renault 4CV Allemano        | 14 h 44 min 58 s |                   |
| 100  | 325  | T+1.3     | Giovanna Maria Cornaggia Medici | Luigi Grassi           |                           | Alfa Romeo 1900 TI          | 14 h 50 min 42 s |                   |
| 108  | 84   | T750      | Jean Rédélé                     | Louis Pons             |                           | Alpine-Renault A106 MM      | 15 h 01 min 43 s |                   |
| 201  | 04   | D         | Helmut Retter                   | Wolfgang Larcher       |                           | Mercedes-Benz 180D          | 16 h 52 min 25 s |                   |
| 214  | 09   | D         | Karl Reinhardt                  | Wulf Wsnewski          |                           | Mercedes-Benz 180D          | 17 h 12 min 14 s |                   |
| 273  | 2211 | T750      | Osvaldo Pieri                   | Luigi Villoresi        |                           | Fiat 600                    | 20 h 51 min 18 s |                   |
| Abd. | 045  | S750      | Jean Lucas                      |                        |                           | D. B. HBR Panhard           |                  | ?                 |
| Abd. | 346  | T+1.3     | Jo Bonnier                      | B. Boscen              |                           | Alfa Romeo 1900 TI          |                  | ?                 |
| Abd. | 418  | GT+1.3    | Paul Frère                      | Louis Klementas        | Aston Martin Ltd          | Aston Martin DB2/4          |                  | Embrayage         |
| Abd. | 436  | GT+1.3    | Tommy Wisdom                    | Peter Bolton           |                           | Aston Martin DB2/4          |                  | Embrayage         |
| Abd. | 615  | S2.0      | Giorgio Scarlatti               |                        |                           | Maserati A6GCS              | 5 h 55 min 06 s  | ?                 |
| Abd. | 620  | S2.0      | Maria Teresa de Filippis        |                        |                           | Maserati A6GCS              | 6 h 04 min 29 s  | ?                 |
| Abd. | 628  | S2.0      | Luigi Taramazzo                 |                        |                           | Ferrari 500 Mondial         | 5 h 52 min 07 s  | ?                 |
| Abd. | 651  | S2.0      | Luigi Musso                     |                        |                           | Maserait A6GCS              | 5 h 36 min 41 s  | ?                 |
| Abd. | 701  | S+2.0     | Karl Kling                      |                        | Daimler Benz AG           | Mercedes-Benz 300 SLR       | 5 h 13 min 20 s  | Accident          |
| Abd. | 702  | S+2.0     | Peter Collins                   |                        | Aston Martin Ltd          | Aston Martin DB3S           |                  | ?                 |
| Abd. | 704  | S+2.0     | Hans Herrmann                   | Hermann Eger           | Daimler Benz AG           | Mercedes-Benz 300 SLR       | 5 h 07 min 06 s  | Accident          |
| Abd. | 706  | S+2.0     | Luigi Piotti                    | Luigi Zannini          |                           | Ferrari 750 Monza           |                  | ?                 |
| Abd. | 709  | S+2.0     | Ron Flockhart                   |                        |                           | Austin-Healey 100S          |                  | Accident          |
| Abd. | 712  | S+2.0     | Donald Healey                   | Jim Cashmore           |                           | Austin-Healey 100S          | 8 h 43 min 27 s  | ?                 |
| Abd. | 714  | S+2.0     | Piero Carini                    |                        |                           | Ferrari 750 Monza           |                  | ?                 |
| Abd. | 718  | S+2.0     | Piero Scotti                    |                        |                           | Ferrari 375 MM              |                  | ?                 |
| Abd. | 718  | S+2.0     | Eugenio Castellotti             |                        | priv.                     | Ferrari 121 LM Scaglietti   |                  | ?                 |
| Abd. | 725  | S+2.0     | Paolo Marzotto                  |                        | Scuderia Ferrari          | Ferrari 118 LM Scaglietti   |                  | Pneus et accident |
| Abd. | 727  | S+2.0     | Cesare Perdisa                  |                        | Officine Alfieri Maserati | Maserati 300s Fantuzzi      | 5 h 19 min 01 s  | ?                 |
| Abd. | 728  | S+2.0     | Piero Taruffi                   |                        | Scuderia Ferrari          | Ferrari 118 LM Scaglietti   | 5 h 04 min 54 s  | Huile             |